# Гольдман, Рональд
Рональд Лайл «Рон» Голдман (Ronald Lyle «Ron» Goldman) — американец, ставший жертвой убийства в 1994 году.

## Биография
Рональд Голдман родился 2 июля 1968 года в Кук Каунти (штат Иллинойс) в еврейской семье Фреда Голдмана и Шарон Руфо.
Учился в средней школе Адлай Е. Стивенсон в Линкольншире (Иллинойс) и один семестр — в Университете штата Иллинойс, прежде чем переехал с семьей в Калифорнию.
Живя в Лос-Анджелесе, учился в колледже Пирс и подрабатывал официантом и инструктором по теннису.
В 1992 году был участником игрового шоу Studs.
На момент убийства работал официантом в лос-анджелесском ресторане Mezzaluna на бульваре Сан-Висенте.
Любовницей 25-летнего Рона Голдмана была 35-летняя официантка Николь Браун-Симпсон (родилась в ФРГ).

## Убийство и последующие события
12 июня 1994 года О. Джей Симпсон (бывший муж Николь) подозревался в жестоком убийстве Голдмана и Николь в бывшем доме Симпсонов:

Оба были заколоты профессиональным ножом немецкого производства, который подозреваемый купил за три недели до трагедии. Голова женщины полностью отделена от туловища, её лицо было сильно изуродовано, а мужчине нанесены множественные смертельные ранения в шею, грудь и живот.

Убийцу изобличал не только мотив (ревность), но и улики:
Вечером того же дня на дорожке, ведущей к месту убийства, были обнаружены пятна крови, которая по своей группе была идентична группе крови самого Симпсона, а у него в саду найдена окровавленная перчатка на правую руку (левая при этом подобрана сыщиками на месте преступления).
Известно, что в 1989 году Николь обращалась в полицию, «так как О. Джей собирался убить её». Когда полицейский наряд приехал в дом Симпсонов, Николь была сильно избита. Позднее она сняла своё обвинение, и власти не смогли привлечь мужа к ответственности.
Убийца попытался скрыться от полиции, но был всё же арестован.

Несмотря на вещественные доказательства, 3 октября 1995 года убийца был оправдан:
Среди 12 присяжных на процессе было 8 чёрных женщин и 1 чёрный мужчина, 1 латиноамериканец и только 2 белые женщины. Таким образом, 10 из 12 членов суда присяжных составляли цветные американцы.
 В 1997 году Симпсон проиграл гражданский суд по тем же обвинениям и выплатил семье погибшего Голдмана 33,5 миллиона долларов.
В 2007 году подозреваемый опубликовал книгу под названием «Если бы я сделал это» (If I Did It), которая, по мнению многих, «являлась признанием Симпсона в совершении двойного убийства».